# Guerric d'Igny
Compléments
Guerric est un proche disciple de Bernard de Clairvaux dont il partage la spiritualité mariale
Guerric d’Igny, né entre 1070 et 1080 à  Tournai dans le comté de Flandre et décédé le 19 août 1157 à l’abbaye d’Igny dans le comté de Champagne (royaume de France), est un moine cistercien, abbé d’Igny. Ami et disciple de Bernard de Clairvaux, il est considéré comme un des pères de la spiritualité cistercienne, surtout par son culte marial. Déclaré bienheureux, son culte est reconnu en 1889 ; liturgiquement, il est commémoré le 19 août par l'église catholique.

## Biographie

### Formation et premières années
Né à Tournai, le jeune Guerric reçut sa première éducation à l'école cathédrale de Tournai, presque certainement sous la direction d’Odon de Tournai qui de 1087 à 1092 en était l'écolâtre. Il est possible que Guerric ait été lui-même écolâtre à Tournai entre 1121 et 1125.
Attiré par un style de vie plus solitaire, Guerric se retire dans une petite maison près de l'église de Tournai. Il passe son temps à la lecture, la prière et la méditation. Par un ami, il entend parler de Bernard de Clairvaux, passé récemment en Flandre. Cela le décide à faire un voyage à Clairvaux. Il ne semble pas que sa première intention ait été d’y entrer comme novice. Bernard le convainc cependant d'entrer comme moine à l'Clairvaux en 1125-1126.
Dès son noviciat, il est remarqué par Bernard comme un moine de vertu éminente, qui mentionne le nom du novice Guerric dans plusieurs lettres.

### Abbé d’Igny
En 1138 Guerric est élu abbé d’Igny, une fondation de Clairvaux dans le diocèse de Reims. Il en est le deuxième abbé. Même s’il est ‘régulièrement’ élu par la communauté (comme le veut la Carta Caritatis), il semble bien que l’influence de Bernard de Clairvaux n’ait pas été pour rien dans le choix fait par la communauté d’Igny. 
S’il a une grande expérience spirituelle, d’abord comme ermite ensuite comme disciple de Bernard à Clairvaux, Guerric n’en est pas moins assez âgé - sans doute plus de 60 ans - et se lamente dans un de ses sermons de ce que sa condition physique chancelante ne lui permet pas de participer pleinement au travail manuel communautaire que demande la règle de saint Benoît.
L’abbaye d’Igny est florissante sous la direction de l’abbé Guerric. Son prestige religieux personnel est grand. Certains de ses écrits circulent. Il est le directeur de conscience de la chevalerie naissante (les comtes de Blois, de Maubourg, de Varennes, d'Anglard, parmi les premiers chevaliers croisés). Les vocations affluent à Igny, des dons sont reçus et une nouvelle fondation monastique est faite : l’abbaye de la Valroy en 1148, dans le diocèse de Reims. 
Guerric meurt dans son abbaye le 19 août 1157.

## Vénération et souvenir
En 1876, lors de la restauration de l'Abbaye Notre-Dame d'Igny son corps est exhumé et identifié. Son culte, de temps immémorial dans l’Ordre cistercien, est officiellement reconnu par l’Église en 1889. Liturgiquement le bienheureux Guerric d’Igny est commémoré le 19 août.

## Doctrine
- 54 sermons (un genre littéraire prisé à son époque) de Guerric d’Igny ont été conservés. Ils sont publiés dans la Patrologie latine de Migne. Il semble que par respect pour une décision du chapitre général des cisterciens (en 1151?) Guerric ait fait brûler le volume de ses sermons. Ceux qui circulaient déjà hors du monastère d’Igny nous sont parvenus.

- Les sermons ont eu une grande influence dans le développement de la spiritualité cistercienne et ont été imprimés de nombreuses fois, jusqu'au XXe siècle[3],[4].

- Dans la ligne de Bernard de Clairvaux, son maître spirituel, Guerric développe une forte spiritualité mariale : 
  - Marie nous régénère. Telle est sa maternité spirituelle : « Marie forme son Fils unique en tous ceux qui sont fils par adoption » Elle est la nouvelle Ève qui donne une nouvelle vie à ceux qui étaient devenus vieux par le péché.
  - Marie est image de l’Église : cette maternité est celle de l’Église qui pareillement exerce sa maternité à notre égard.
  - Plus étonnant et audacieux : nous avons à partager la maternité de Marie par rapport à son Fils. Marie est type de l’âme : « L’Enfant-Jésus est né non seulement pour nous mais en nous. Nous avons à ‘concevoir’ Dieu en notre cœur » (sermon de la Nativité).

## Écrits
Chanoine, puis écolâtre de Tournai, Guerric devait avoir plus de 40 ans quand il entre à Clairvaux vers 1120. En 1138, il est envoyé à Igny, maison fille de Clairvaux, comme abbé.
- Commentaire selon Jean (Jn 17, 20-26)

Le Christ pour intercesseur

« « Père, ceux que tu m'as donnés, je veux que là où je suis, ils soient eux aussi avec moi, et qu'ils contemplent ma gloire. » Heureux disciple, qui ont pour avocat leur juge en personne, et pour intercesseur celui qu'on doit adorer au même titre que le Père auquel il adresse sa prière ! Le Père ne refusera pas de satisfaire le désir exprimé par ses lèvre (cf. Ps 20, 3), car il a avec lui une seule volonté et une seule puissance, étant un seul Dieu. Toute prière du Christ doit nécessairement s'accomplir, car sa parole est puissance et sa volonté efficacité. Toutes choses en effet existent parce qu' il a parlé, et elles ont été faites, il a commandé, et elles furent créées (Ps 32, 9).

« Je veux, dit-il, que là où je suis, ils soient eux aussi avec moi. » Quelle sécurité pour eux qui ont la foi, quelle confiance pour les croyants, si toutefois ils ne rejettent pas la grâce qu'ils ont reçue ! En effet, ce n'est pas seulement aux Apôtres et à ceux qui furent disciples avec eux qu'une telle sécurité est offerte, mais à tous ceux qui, grâce à leur parole, croiront au Verbe de Dieu. « Je ne prie pas seulement pour ceux qui sont là, dit-il, mais encore pour ceux qui, grâce à leur parole, croiront en moi. »

Le grand prêtre qui est entré en ce jour dans le sanctuaire après avoir obtenu une rédemption éternelle (He 9, 12), et qui se tient maintenant en présence de Dieu en intercédant pour nous, te crie : « Élevons notre cœur. » Réponds-lui avec foi : « Nous le tournons vers le Seigneur. » »

— Guerric d'Igny. Sermon pour l'Ascension 2.5, trad. P. Deseille, Paris, Cerf, coll. « Sources Chrétiennes » 202, 1973, p. 275-281.
- Commentaire selon Jean (Jn 13, 1-20)

C'est moi qui te servirai

« « Ayez en vous les sentiments du Christ Jésus » : « lui qui est de condition divine » (Ph 2, 6), égal à Dieu par nature, puisqu’il partage sa puissance, son éternité et son être même, il a rempli l’office de serviteur « en s’humiliant lui-même et en se faisant obéissant à son Père jusqu’à la mort, et la mort de la croix » (cf. Ph 2, 8). On pourrait considérer comme négligeable qu’étant son Fils et son égal, il ait servi son Père comme un serviteur ; mieux que cela, il a servi son propre serviteur plus qu’aucun autre serviteur. Car l’homme avait été créé pour servir son Créateur ; quoi de plus juste pour toi que de servir celui qui t’a fait, sans qui tu ne serais pas ? Et quoi de plus heureux que de le servir, puisque le servir, c’est régner ? Mais l’homme a dit à son Créateur : « Je ne servirai pas. »
Eh bien, c’est moi qui te servirai ! dit le Créateur à l’homme. Mets-toi à table ; je ferai le service ; je te laverai les pieds. Repose-toi ; je prendrai sur moi tes maux ; je porterai toutes tes faiblesses. Si tu es fatigué ou chargé, je te porterai, toi et ta charge, afin d’être le premier à accomplir ma loi : « Portez les fardeaux les uns des autres » (Ga 6, 2). Si tu as faim ou soif, me voici prêt à être immolé pour que tu puisses manger ma chair et boire mon sang. Si on t’emmène en captivité ou si on te vend, me voici ; rachète-toi en donnant le prix que tu tireras de moi ; je me donne moi-même comme prix. Si tu es malade, si tu crains la mort, je mourrai à ta place, pour que de mon sang tu te fasses un remède de vie.
Ô mon Seigneur, à quel prix tu as racheté mon service inutile ! Avec quel art plein d’amour, de douceur et de bienveillance tu as récupéré et soumis ce serviteur rebelle, en triomphant du mal par le bien, en confondant mon orgueil par ton humilité, en comblant l’ingrat de tes bienfaits ! Voilà, voilà comment ta sagesse a triomphé. »

— 1er Sermon pour les Rameaux, Cerf, coll. « Sources Chrétiennes » 202, p. 165s rev.

#### Éditions
- John Morson (éditeur scientifique) et Hilary Costello (éditeur scientifique), Sermons. Tome I. Introduction, texte critique et notes Traduction sous la direction de Placide Deseille, Cerf, 1973 (ASIN B004X8C6C0).
- Bernard-Joseph Samain (éditeur scientifique), Sermons pour l'année liturgique de Guerric d'Igny, Cerf, 2011 (ASIN B015YMTLFS)
- (en) (en) Thomas Merton (éditeur scientifique) et Rose of Lima Robinson (éditeur scientifique), The Christmas Sermons of Blessed Guerric of Igny, Literary Licensing, LLC, 2011, 66 p. (ISBN 978-1258044695).

#### Études
- Louis Bouyer, La spiritualité de Cîteaux, Paris, 1955.
- Thomas Merton, The Christmas sermons of Blessed Guerric d'Igny, Gethsemani Abbey, 1959.
- John Morson, « Guerric d'Igny », dans Dictionnaire de spiritualité, 1965, vol. VI, col. 1113-1122.
- Annie Noblesse-Rocher (préf. Gilbert Dahan), L'expérience de Dieu dans les sermons de Guerric abbé d'Igny (XIIe siècle), Cerf, coll. « Patrimoines Christianisme », 2005, 387 p. (ISBN 978-2-204-07321-9)
- Annie Noblesse-Rocher, « Les procédés exégétiques de quelques moines prédicateurs : Julien de Vézelay, Isaac de l'Étoile et Guerric d'Igny », dans Gilbert Dahan, Annie Noblesse-Rocher (dir.), L'exégèse monastique au Moyen Âge (XIe-XIVe siècle), Paris, Institut d'études augustiniennes, coll. « Collection des études augustiniennes. Série Moyen Âge et Temps Modernes » (no 51), 2014 (ISBN 978-2-85121-267-2), p. 157-172.
- Pierre-Louis Péchenard, Histoire de l'Abbaye d'Igny (1883), Kessinger Publishing, 2010, 640 p. (ISBN 978-1-160-11301-4).
- Marie-Henriette de Pommerol, « Guerric d'Igny », dans Robert Bossuat, Louis Pichard, Guy Raynaud de Lage, Geneviève Hasenohr, Michel Zink (dir.), Dictionnaire des lettres françaises. Moyen Âge, Paris, Fayard, 1994, p. 582.